# 弗莱迪·克鲁格
弗莱迪·克鲁格（英語：Freddy Krueger）是猛鬼街系列电影里的恐怖人物。1984年上映的第一部《猛鬼街》电影由卫斯·克拉文编剧并执导，罗伯特·英格兰饰演弗莱迪。电影中弗莱迪的形象是一位面目狰狞的连环杀手，戴着指尖有利刃的手套。弗莱迪潜入人的梦境杀死人类，而在梦中被杀死的人，现实中也会死亡。在梦境中，他强大无比，几乎不可战胜，但一旦到了现实世界，他就和普通人类一样会受伤，可以被击溃。
在首部电影中，介绍了弗莱迪的身世背景，他生前就是一个专杀小孩连环杀手，在被孩子们愤怒的父母烧死后变成恶魔，并拥有了潜入人类梦境的能力。在一些其他的作品中，都用到了弗莱迪·克鲁格的名号，例如2003年的恐怖电影《佛萊迪大戰傑森之開膛破肚》以及一些漫画作品。
弗莱迪有一张标志性的脸庞，因为烧伤而面目全非，身穿红绿条纹相间的外衣，头戴一顶棕色的费多拉帽。最著名的标志就是他右手带着一个金属手套，指尖安插着锋利的刀刃。这个形象来自于弗莱迪自己的想象。扮演者罗伯特·英格兰表示这个形象反映了孩子对于被忽视的恐惧。
弗莱迪在美国电影学会的AFI百年百大英雄與反派排行榜中名列第40位。2010年，弗莱迪获得尖叫奖的最佳反派奖。